# 蒙特勒伊 (塞纳-圣但尼省)
蒙特勒伊（法語：Montreuil，法語發音：[mɔ̃tʁœj] ⓘ），法国中北部城市，法兰西岛大区塞纳-圣但尼省的一个市镇，隶属于博比尼区，其市镇面积为8.92平方公里，2022年1月1日时人口数量为110,758人，是法兰西岛大区人口第五多的市镇，在法国城市中排名第38位。
蒙特勒伊位于塞纳-圣但尼省西南部，巴黎市区的正东方向，与巴黎及马恩河谷省接壤。蒙特勒伊是巴黎东部重要的卫星城，通过巴黎地铁9号线与巴黎市区连接。世界电子游戏开发商育碧和法国总工会的总部均设于蒙特勒伊。

## 地名来源
“蒙特勒伊”一名来源于拉丁语“Monasteriolum”，意为“小修道院”，这一名称最初出现于法兰克国王提乌德里克四世772年的手记当中。
蒙特勒伊有时又被称为“蒙特勒伊苏布瓦”（Montreuil-sous-Bois，意为“树林下方的蒙特勒伊”），当地政府曾于1951年计划将其作为官方名称，但这一方案最终被放弃。根据当时蒙特勒伊市长达尼埃尔·勒努的解释，蒙特勒伊境内并没有树林存在。不过，“Montreuil-sous-Bois”这一名称依然被一些官方机构提及或使用。
此外，蒙特勒伊也因拥有大批来自马里的移民而被称为“塞纳河畔巴马科”（Bamako-sur-Seine）。

## 历史

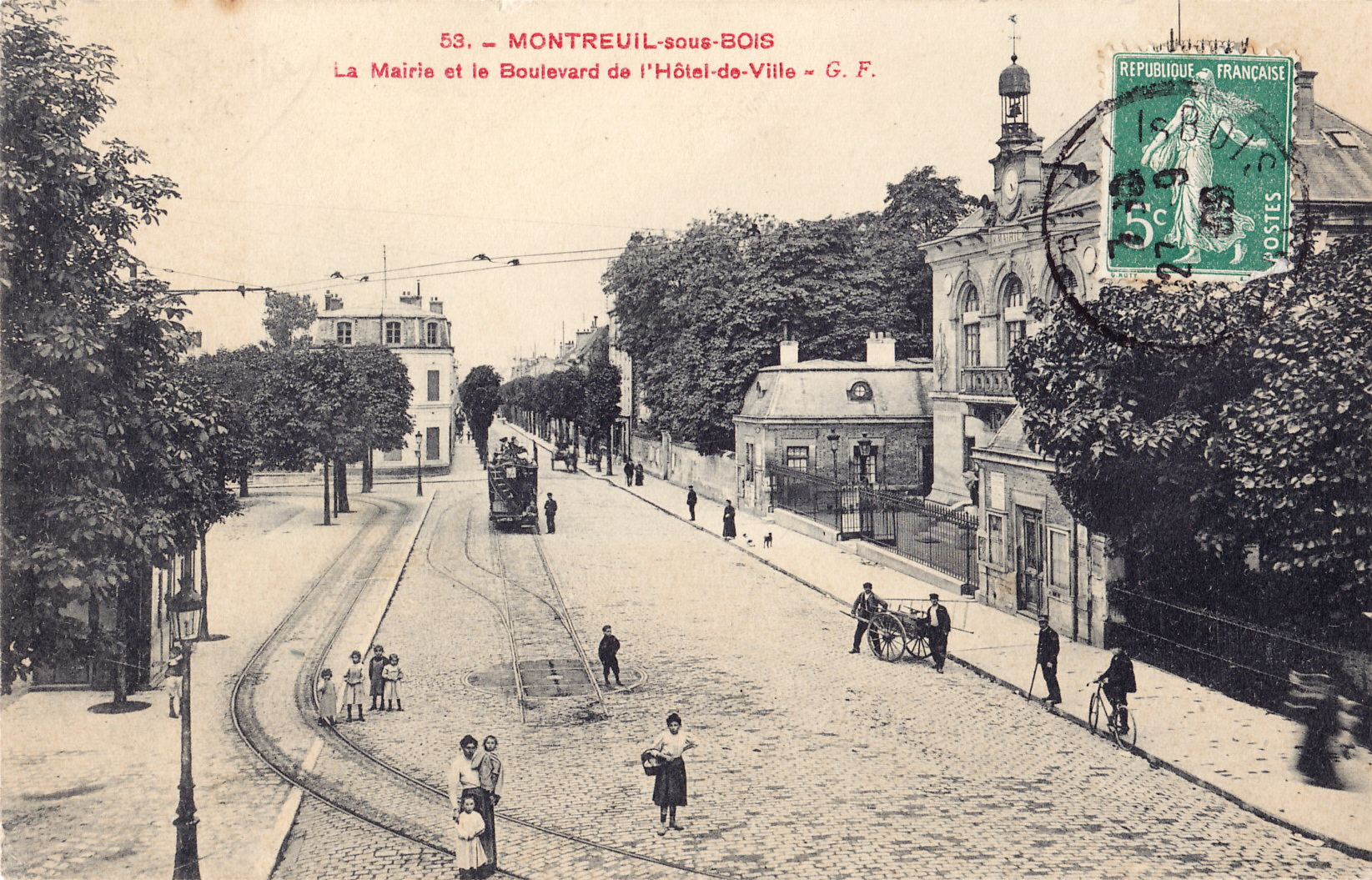
20世纪初蒙特勒伊街头的有轨电车

在2001年的一次考古发掘中，蒙特勒伊境内发现了一处新石器时期的文物遗址，证明当地在距今三千五百年前就已形成人类聚落。高卢时期，蒙特勒伊为巴黎西人的活动范围。中世纪时期，蒙特勒伊成为天主教巴黎教区的领地，当地出现了多处教堂及修道院，当地的教主皮埃尔（Pierre）曾参与了圣但尼圣殿的修建。17世纪时，蒙特勒伊境内出现了葡萄酒种植园，同时还有多处果园及农场，当地聚集了近五百名种植户，被路易十四称为“金色郊区”（banlieue dorée）。蒙特勒伊的农业生产规模在18世纪中后期达到顶峰。法国大革命后，蒙特勒伊成为塞纳省的一个市镇。工业革命期间，蒙特勒伊人口数量快速增加，当地的农业用地被居民建筑及工厂占领。1859年，蒙特勒伊西部的部分区域被划至巴黎。1937年，巴黎地铁9号线延伸至蒙特勒伊市镇范围内。二战后，蒙特勒伊新建了多处集中式居民楼。1968年，蒙特勒伊被划入新成立的塞纳-圣但尼省。

## 地理

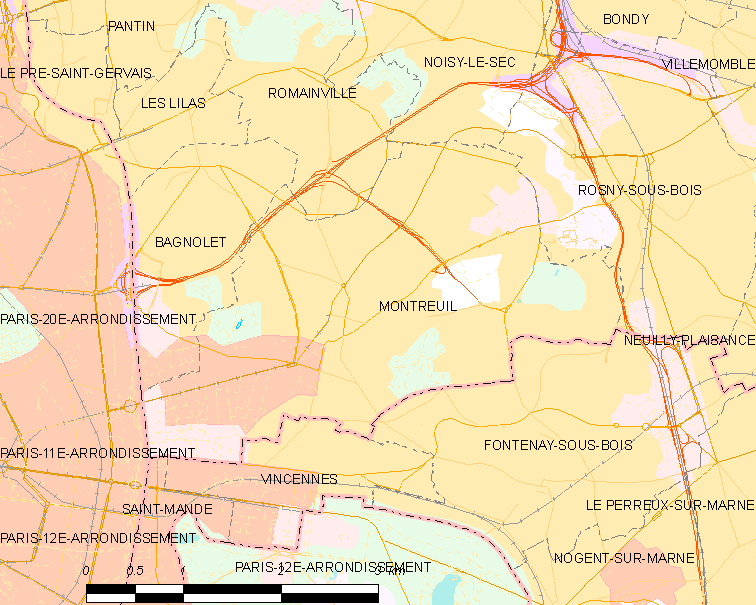
蒙特勒伊市镇范围地图

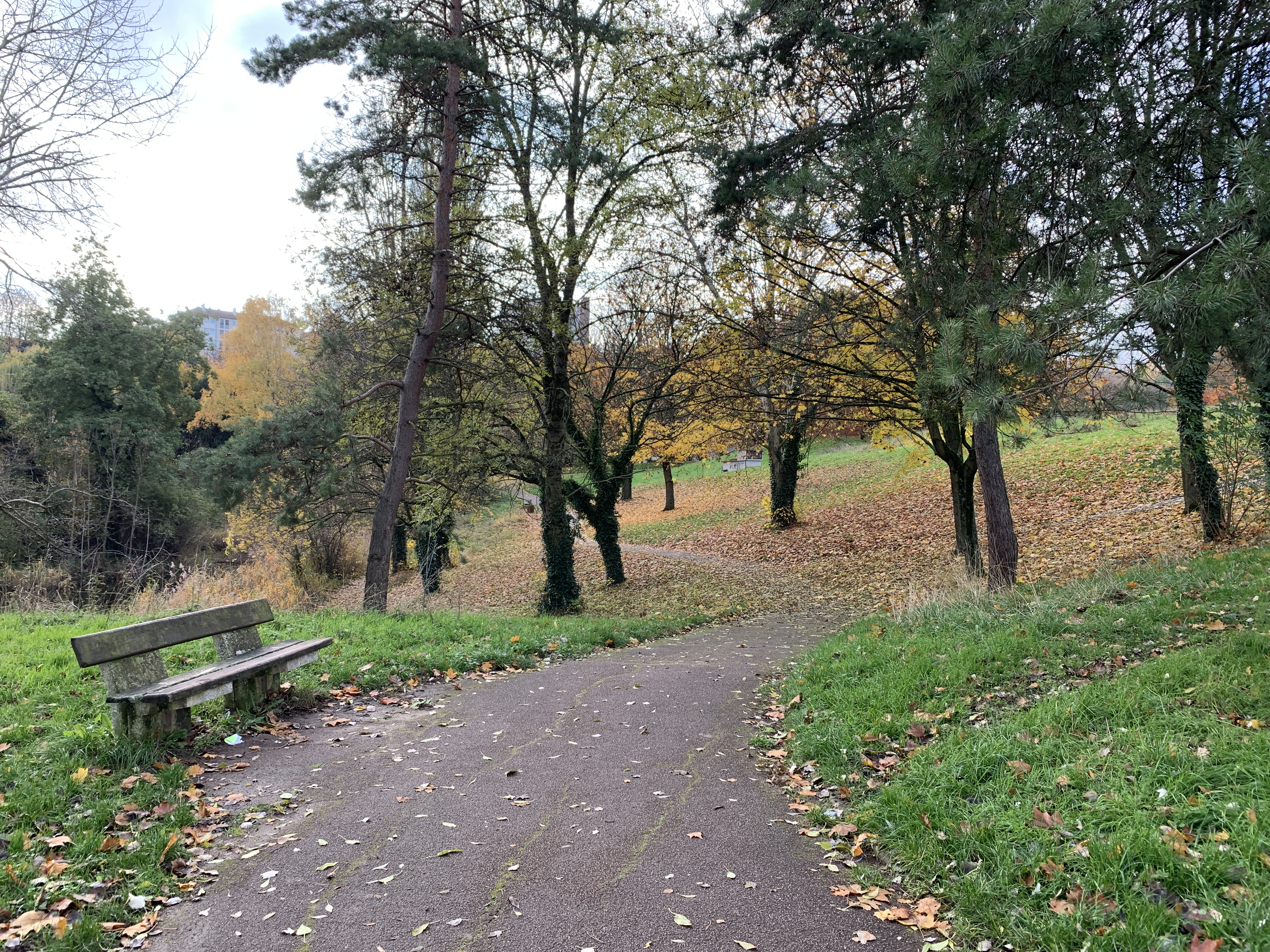
蒙特罗公园一角

蒙特勒伊位于法国中北部，法兰西岛大区中北部和塞纳-圣但尼省西南部，距离省会博比尼大约6公里。与蒙特勒伊接壤的市镇包括：巴黎、巴尼奥莱、努瓦西勒塞克、罗曼维尔、罗尼苏布瓦、豐特奈蘇布瓦、圣芒代、万塞讷。

### 地形
蒙特勒伊位于巴黎平原腹地，境内以平原和浅丘为主，市镇中心地势较为平坦，全境海拔在52到117米之间。

### 水文
蒙特勒伊属于塞纳河流域，其境内无天然大型水域。

### 植被
蒙特勒伊属于温带落叶林区，市区内的主要绿地公园包括博蒙公园（Parc des Beaumonts）、蒙特罗公园（Parc Montreau）以及让·穆兰-莱吉朗省级公园（Parc départemental Jean-Moulin - Les Guilands）等，均常年免费向公众开放。
在鲜花城市的评比中，蒙特勒伊被评为3星级鲜花城市。

### 气候
蒙特勒伊在柯本气候分类法中属于温带海洋性气候。
蒙特勒伊境内设有气象站，以下为该气象站的数据（其中日照数据取自巴黎蒙苏里公园）：
| 蒙特勒伊1981年－2019年 | 蒙特勒伊1981年－2019年 | 蒙特勒伊1981年－2019年 | 蒙特勒伊1981年－2019年 | 蒙特勒伊1981年－2019年 | 蒙特勒伊1981年－2019年 | 蒙特勒伊1981年－2019年 | 蒙特勒伊1981年－2019年 | 蒙特勒伊1981年－2019年 | 蒙特勒伊1981年－2019年 | 蒙特勒伊1981年－2019年 | 蒙特勒伊1981年－2019年 | 蒙特勒伊1981年－2019年 | 蒙特勒伊1981年－2019年 |
| 月份                   | 1月                    | 2月                    | 3月                    | 4月                    | 5月                    | 6月                    | 7月                    | 8月                    | 9月                    | 10月                   | 11月                   | 12月                   | 全年                   |
| ---------------------- | ---------------------- | ---------------------- | ---------------------- | ---------------------- | ---------------------- | ---------------------- | ---------------------- | ---------------------- | ---------------------- | ---------------------- | ---------------------- | ---------------------- | ---------------------- |
| 历史最高温 °C（°F）    | 16 (61)                | 19 (66)                | 24 (75)                | 30.5 (86.9)            | 33 (91)                | 37.5 (99.5)            | 40 (104)               | 40 (104)               | 34 (93)                | 30 (86)                | 22.5 (72.5)            | 17 (63)                | 40 (104)               |
| 平均高温 °C（°F）      | 7.1 (44.8)             | 8.1 (46.6)             | 12 (54)                | 15.2 (59.4)            | 19.3 (66.7)            | 22.4 (72.3)            | 25 (77)                | 24.7 (76.5)            | 20.9 (69.6)            | 16.2 (61.2)            | 10.6 (51.1)            | 7.4 (45.3)             | 15.7 (60.3)            |
| 日均气温 °C（°F）      | 4.6 (40.3)             | 5.1 (41.2)             | 8.3 (46.9)             | 10.9 (51.6)            | 14.8 (58.6)            | 17.8 (64.0)            | 20.2 (68.4)            | 19.9 (67.8)            | 16.5 (61.7)            | 12.6 (54.7)            | 7.9 (46.2)             | 5.1 (41.2)             | 12 (54)                |
| 平均低温 °C（°F）      | 2.2 (36.0)             | 2.1 (35.8)             | 4.6 (40.3)             | 6.6 (43.9)             | 10.3 (50.5)            | 13.2 (55.8)            | 15.4 (59.7)            | 15 (59)                | 12.1 (53.8)            | 9 (48)                 | 5.2 (41.4)             | 2.9 (37.2)             | 8.2 (46.8)             |
| 历史最低温 °C（°F）    | −17.7 (0.1)            | −12.5 (9.5)            | −8.5 (16.7)            | −2.7 (27.1)            | 1.5 (34.7)             | 4.8 (40.6)             | 8 (46)                 | 7 (45)                 | 4 (39)                 | −2 (28)                | −7.5 (18.5)            | −9.2 (15.4)            | −17.7 (0.1)            |
| 平均降水量 mm（）      | 53.3 (2.10)            | 44.3 (1.74)            | 51.1 (2.01)            | 52.3 (2.06)            | 65.6 (2.58)            | 56.9 (2.24)            | 57.8 (2.28)            | 52.9 (2.08)            | 52.1 (2.05)            | 63.1 (2.48)            | 56.7 (2.23)            | 63.8 (2.51)            | 669.9 (26.37)          |
| 月均日照時數           | 62.5                   | 79.2                   | 128.9                  | 166                    | 193.8                  | 202.1                  | 212.2                  | 212.1                  | 167.9                  | 117.8                  | 67.7                   | 51.4                   | 1,661.6                |
| 来源：infoclimat.fr    |                        |                        |                        |                        |                        |                        |                        |                        |                        |                        |                        |                        |                        |

## 行政区划
蒙特勒伊是法国法兰西岛大区塞纳-圣但尼省的一个市镇，编号为93048。蒙特勒伊隶属于博比尼区和塞纳-圣但尼省第七选区，管理蒙特勒伊第一县和第二县，同时也是大巴黎都会区以及东部集体土地管理局的组成部分。
蒙特勒伊市镇被划为14个街区，自1994年起实行街区自治制度。
法国国家统计与经济研究所（简称）在进行数据统计时，将蒙特勒伊划入大巴黎都会区，并将包括蒙特勒伊在内的1,794个市镇设为巴黎城市区。自2020年起，巴黎城市区被包含1,929个市镇的巴黎城市辐射区代替。此外，还将蒙特勒伊市镇分为了41个“块区”（IRIS），以便于统计人口分布情况。

## 交通

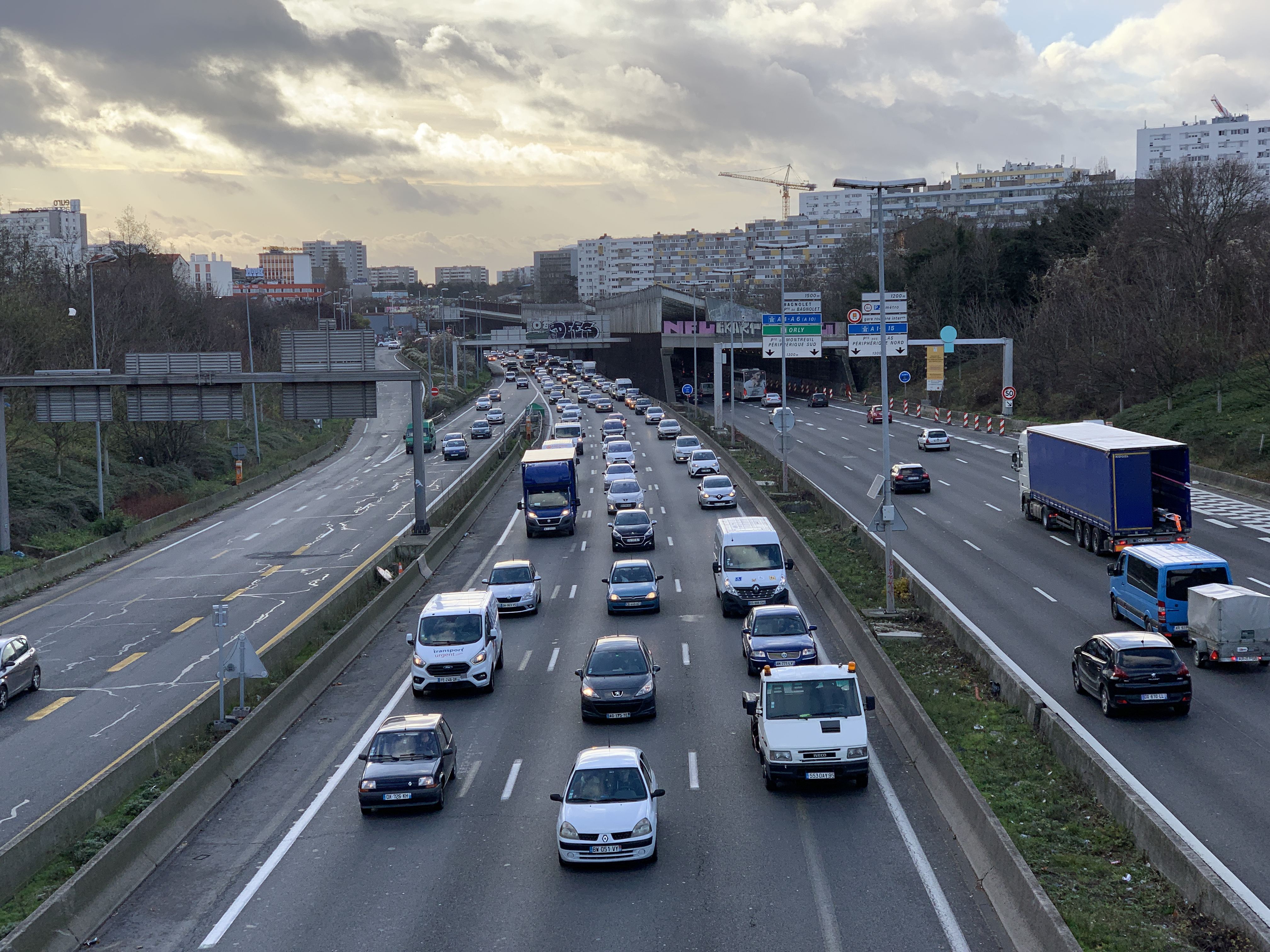
A3高速公路蒙特勒伊段

### 道路
巴黎环城大道、A3高速公路和A86高速公路分别经过蒙特勒伊市区的西部、北部和东部，通过多个出入口连接蒙特勒伊市区。此外法国国道N302线经过蒙特勒伊市中心，该道路蒙特勒伊及附近连接路段已完成城市化改造，配套有照明、排水、人行道等设施，并设有自行车道。
2017年，46.8%的蒙特勒伊家庭拥有至少一辆私人汽车。2019年，蒙特勒伊境内共发生各类交通事故160起，造成199人受伤。

### 对外交通
距离蒙特勒伊最近的长途汽车站、长途铁路客运车站和民用机场分别为巴尼奥莱门汽车站、巴黎贝西-勃艮第-奥弗涅地区站和巴黎戴高乐机场，距离蒙特勒伊市中心的公路里程分别约4公里、9公里和21公里。

### 城市公共交通
| 途经蒙特勒伊境内的主要公共交通线路 |        | |
| 类型                               | 运营商 | 线路 |
| 地铁                               | RATP   | - ：塞夫尔桥 ↔ 圣克卢门 ↔ 共和国 ↔ 国民 ↔ 罗伯斯庇尔 ↔ 沙沃十字架 ↔ 蒙特勒伊市政府 |
| 公共汽车                           | RATP   | - 102：巴黎-甘必大 ↔ 沙沃十字架 ↔ 蒙特勒伊市政府 ↔ 快铁罗尼佩里耶树林站 - 115：万塞讷城堡 ↔ 沙沃十字架 ↔ 蒙特勒伊市政府 ↔ 巴黎-莱利拉门站 - 121：蒙特勒伊市政府 ↔ 快铁罗尼佩里耶树林站 ↔ 快铁加尼站 ↔ 维勒蒙布勒-克莱蒙梭高级中学 - 122：巴尼奥莱-地铁加列尼站 ↔ 沙沃十字架 ↔ 蒙特勒伊市政府 ↔ 蒙特罗公园 ↔ 快铁丰特奈谷站 - 124：万塞讷城堡 ↔ 代格朗日联合 ↔ 快铁丰特奈苏布瓦站 ↔快铁丰特奈谷站 - 127：沙沃十字架 ↔ 莱博蒙 ↔ 马恩河畔讷伊-抵抗运动广场 - 129：蒙特勒伊市政府 ↔ 安德烈·格雷瓜尔医院 ↔ 莱利拉市政府 ↔ 巴黎-莱利拉门站 - 215：快铁万塞讷站 ↔ 巴黎街 ↔ 国民站 ↔ 奥斯特利茨火车站 - 301：博比尼-巴勃羅·畢卡索 ↔ 安德烈·格雷瓜尔医院 ↔ 蒙特罗公园 ↔ 快铁丰特奈谷站 - 318：博比尼-庞坦雷蒙·凯诺 ↔ 罗曼维尔市政厅 ↔ 巴尼奥莱市政厅 ↔ 地铁罗伯斯庇尔站 ↔ 地铁万塞讷城堡站 - 322：蒙特勒伊市政府 ↔ 博比尼-巴勃羅·畢卡索 - 545：巴尼奥莱-露易丝·米歇尔 ↔ 安德烈·格雷瓜尔医院 ↔ 快铁努瓦西勒塞克站 |
| 公共汽车                           | (N)    | - N16：勒瓦卢瓦-佩雷-勒瓦卢瓦桥 ↔ 巴黎-沙特莱 ↔ 巴黎-里昂火车站 ↔ 蒙特勒伊市政府 - N34：巴黎-里昂火车站 ↔ 蒙特勒伊市政府 ↔ 丰特奈谷站 ↔ 快铁托尔西站 |
| 1.                                 |        | |

## 政治
蒙特勒伊的现任市长为帕特里斯·贝萨克先生，他是法国共产党的一名成员，在2020年的市政选举中获得了51.35%的支持率。他同时也担任东部集体土地管理局主席职务。
在2017年的法国总统大选中，法国第25任总统埃马纽埃尔·马克龙在蒙特勒伊获得了86.94%的支持率。
| 蒙特勒伊历届市长 |                                    |                                  |
| 任期             | 市长                               | 党派                             |
| 1944年－1958年   | Daniel Renoult 达尼埃尔·勒努       | PCF法国共产党                    |
| 1958年－1971年   | André Grégoire 安德烈·格雷瓜尔     | PCF法国共产党                    |
| 1971年－1984年   | Marcel Dufriche 马塞尔·迪弗里什    | PCF法国共产党                    |
| 1984年－2008年   | Jean-Pierre Brard 让-皮埃尔·布拉尔 | PCF法国共产党 →CAP进步者国民议会 |
| 2008年－2014年   | Dominique Voynet 多米尼克·瓦内     | EÉLV欧洲生态-绿党                |

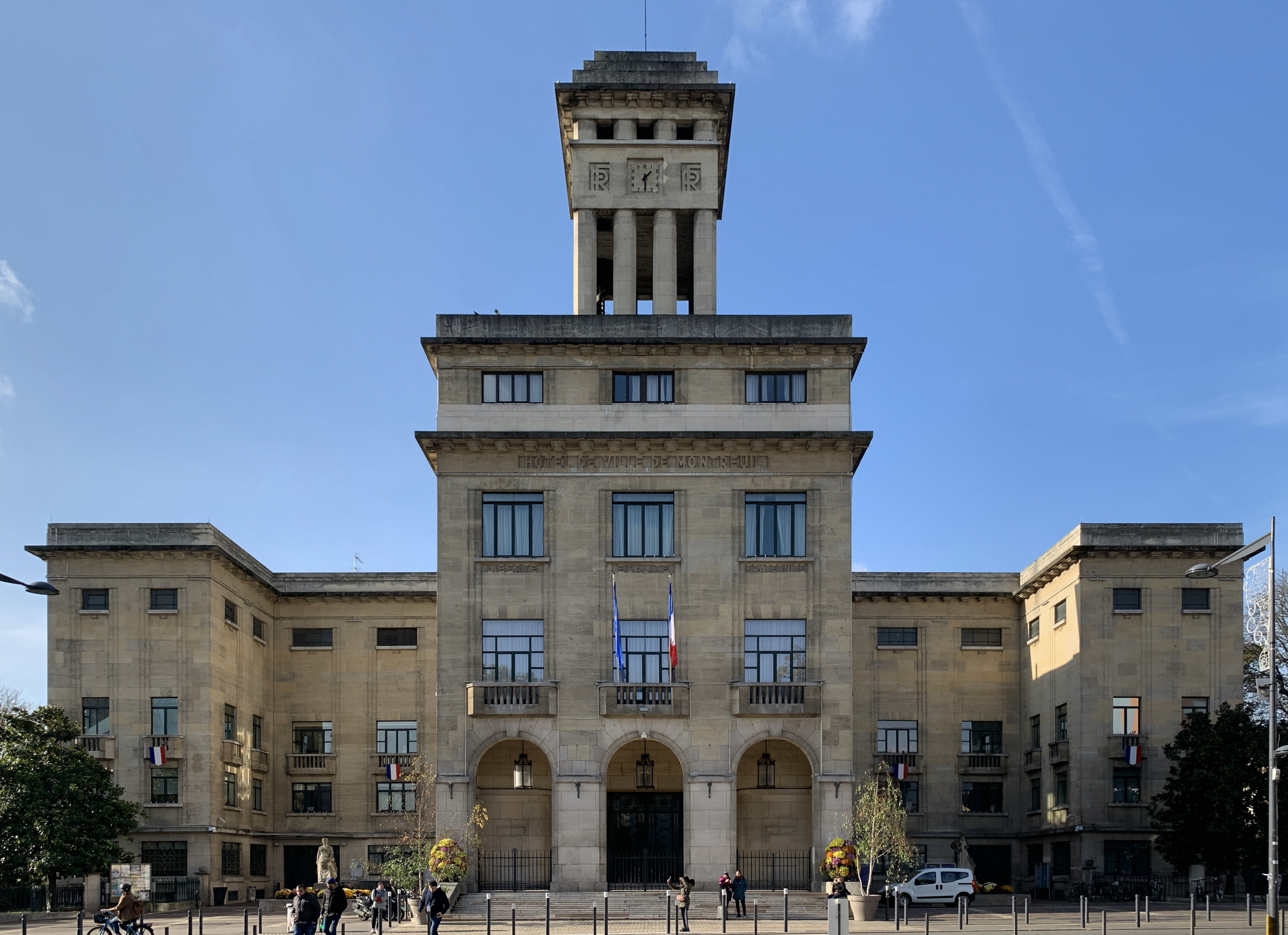
蒙特勒伊市政厅

| 2014年－         | Patrice Bessac 帕特里斯·贝萨克     | PCF法国共产党                    |

## 人口
2018年，蒙特勒伊市镇人口数量为109,914，在法国排名第38位。其中男性54,130人，女性55,767人，75岁及以上人口占4.6%，外籍人口数量为32,369人，人口密度为12,322人/平方公里，当地居民被称为（男性）或（女性）。2019年，蒙特勒伊境内出生1,830人，死亡人口614人。
| 年份   | 1936   | 1946   | 1954   | 1962   | 1968   | 1975   | 1982   | 1990   | 1999   | 2006    | 2011    | 2016    | 2018    |
| ------ | ------ | ------ | ------ | ------ | ------ | ------ | ------ | ------ | ------ | ------- | ------- | ------- | ------- |
| 人口數 | 71,803 | 69,838 | 76,252 | 92,207 | 95,698 | 96,587 | 93,368 | 94,754 | 90,674 | 101,587 | 103,068 | 108,402 | 109,914 |

## 经济
蒙特勒伊是巴黎东部重要的卫星城，法国国家总工会、法国成人职业培训管理局、TRACFIN、URSSAF等法国国家机构总部设于此地。截至2021年5月，当地共有各类用人单位24,959家，平均历史为12年，其中99.25%为中小型企业（PME）。（电子材料生产）、（重金属加工）及（化工产品销售）是当地2019年营业额最高的三个企业，分别为447,783,253欧元、364,790,364欧元和263,045,384欧元。

## 财政收入
2019年，蒙特勒伊的财政收入总额为216,995,000欧元，财政支出总额为207,908,000欧元，当年的债务总额为212,765,000欧元。2020年，蒙特勒伊共获得14,348,666欧元的国家财政补助，比上一年增加了0.04%。
2017年，蒙特勒伊的人均月收入总额为2,415欧元，其中高级职员为3,772欧元，低于法国平均水準（4,214欧元）；中级职员为2,394欧元，高于法国平均水準（2,353欧元）；普通职员为1,734欧元，亦高于法国平均水準（1,690欧元）。
2017年，蒙特勒伊境内的青壮年（15至64岁）失业率为17.9%，当地49.4%的家庭拥有纳税资格，平均纳税4,026欧元，高于法国平均水準（3,888欧元）。

## 社会事务

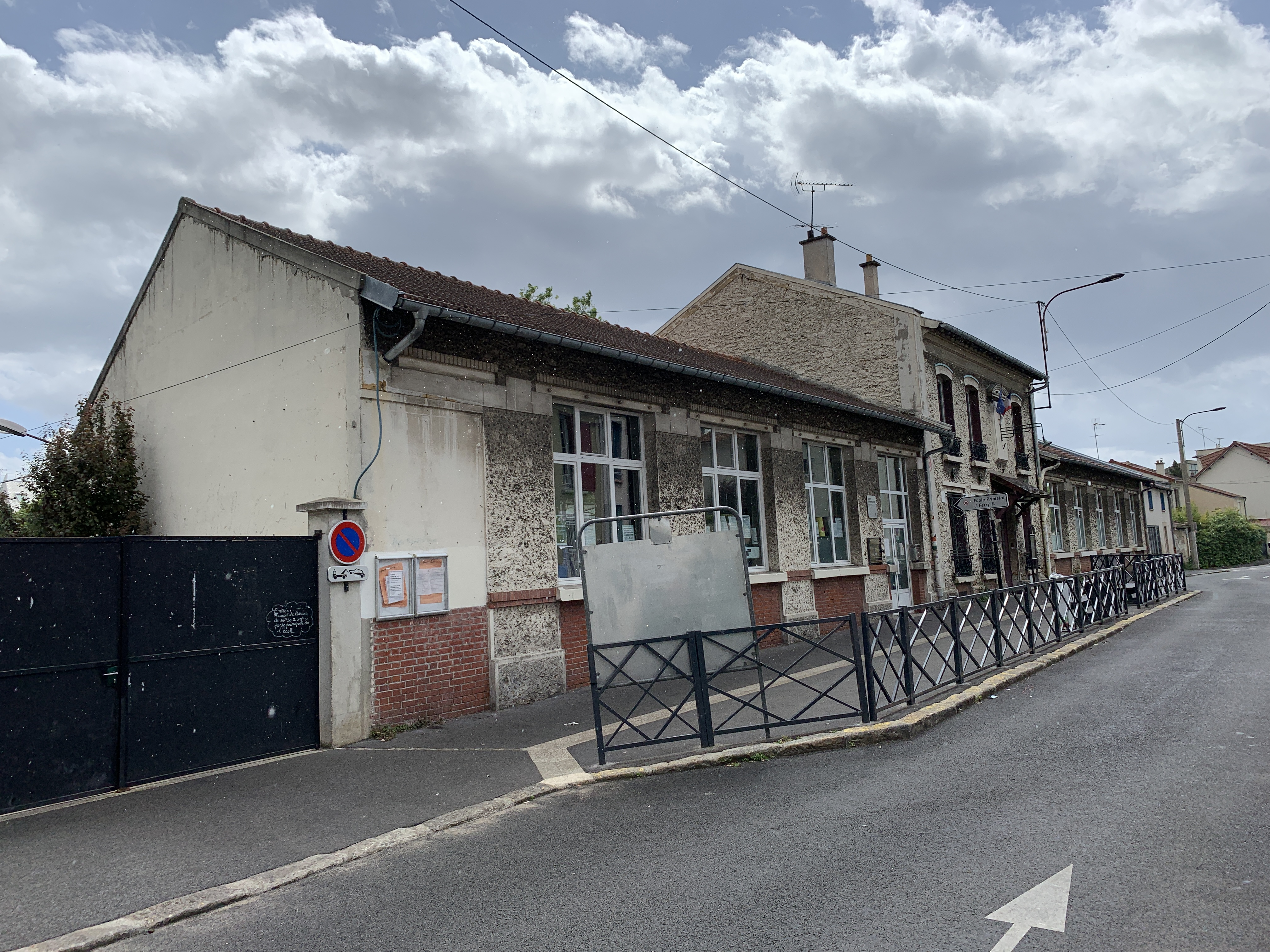
蒙特勒伊茹费理小学

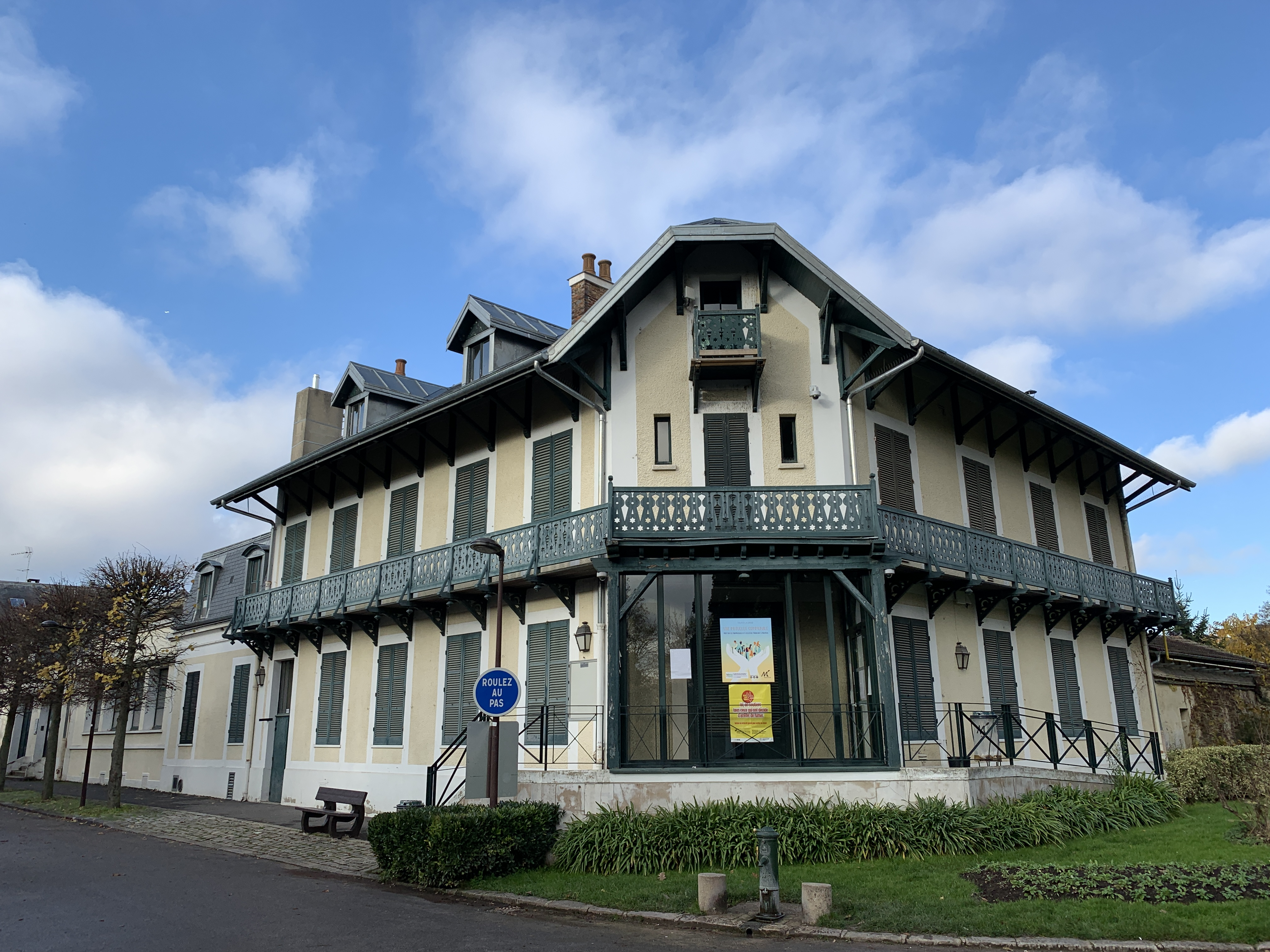
蒙特勒的一处诊所

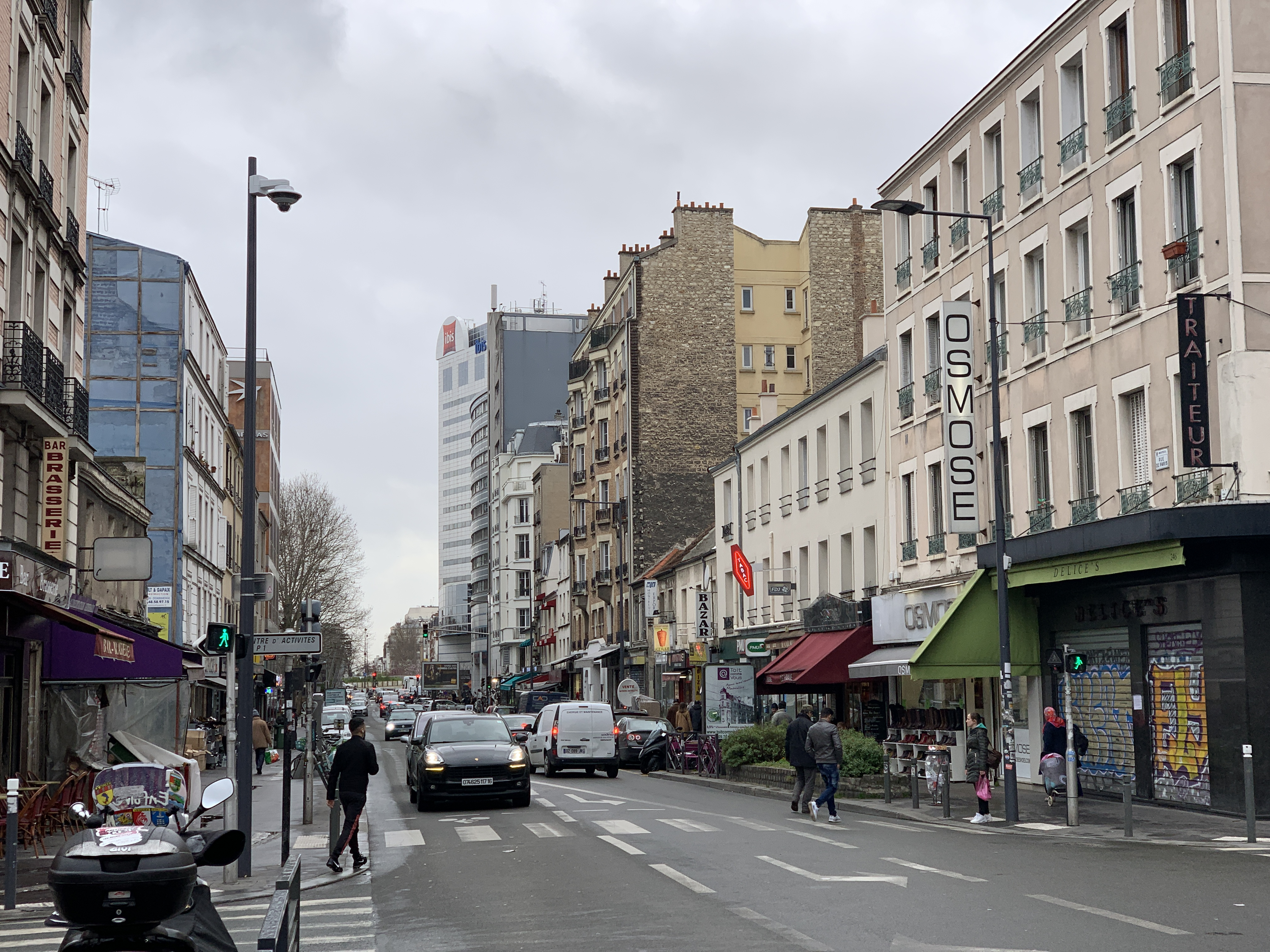
巴黎街

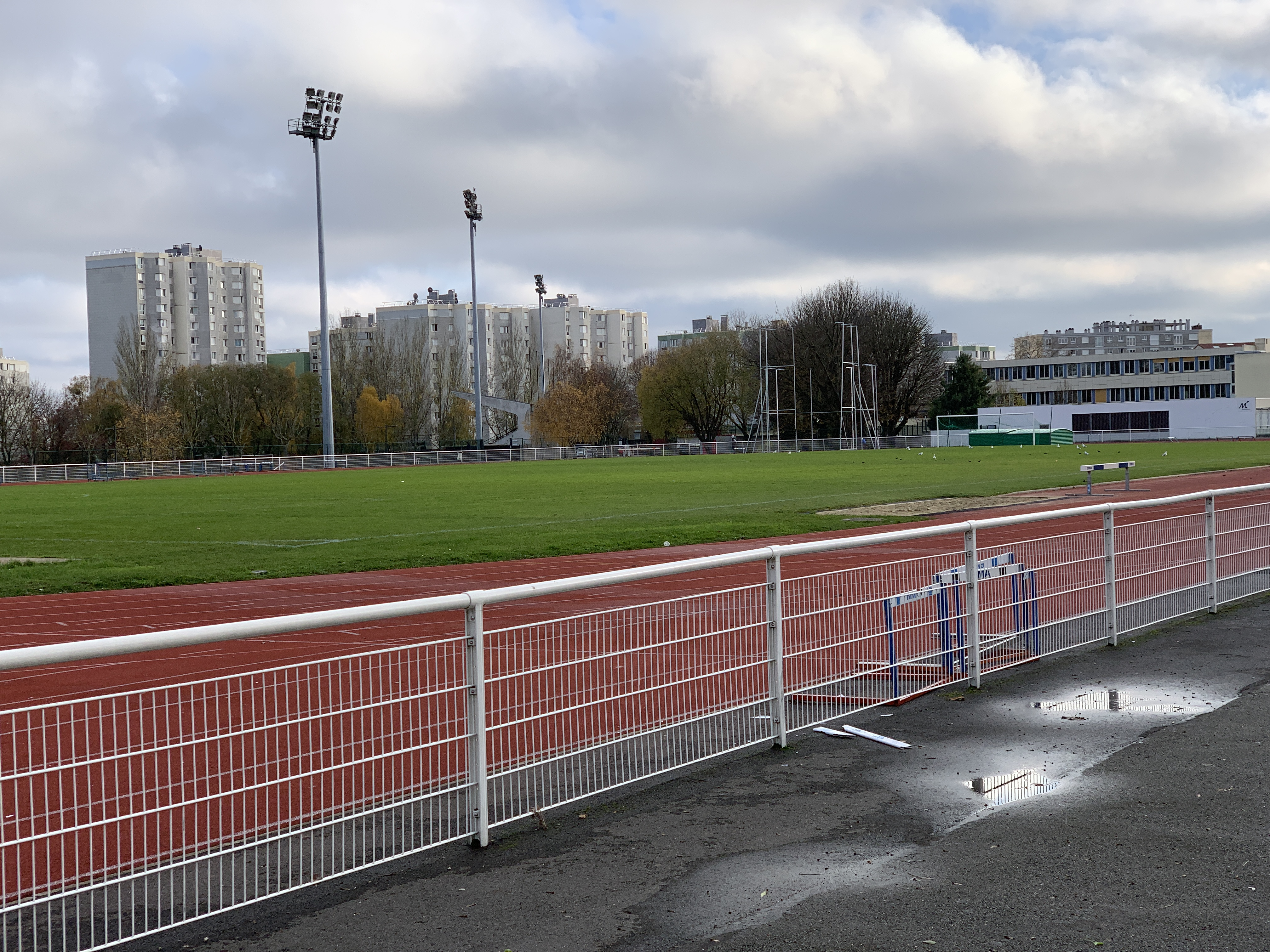
雅克·代尔贝球场

### 教育
蒙特勒伊属于克雷泰伊学区。截止2019年1月1日，蒙特勒伊境内共有27所幼儿园、28所小学、12所初级中学、6所普通高中和2所职业高中。2018至2019学年度，蒙特勒伊境内共有在校中等教育阶段学生8,370名。
在高等教育方面，巴黎第八大学在蒙特勒伊设有一处大学技术学院，开设有4个专业。

### 医疗
截止2019年1月1日，蒙特勒伊境内共有全科医生57名、保健师77名、牙医21名、护士49名、耳科医生1名、眼科医生5名、皮肤科医生2名、助产士12名、儿科医生4名和妇科医生1名。境内共有药房32家、养老院6家、残疾人帮扶中心11家。
蒙特勒伊市区北部建有安德烈·格雷瓜尔市际中心医院，该院隶属于大巴黎东北部地区医疗集团，设有床位392个，是当地主要的公立综合性医院。除此之外，巴黎公共医疗集团下属的特农医院位于巴黎20区，距离蒙特勒伊市中心仅3公里。

### 住房
2017年，蒙特勒伊境内共有各类住房50,709間，其中16.2%为独立式居民区，主要分布于市区北部和东南部；82.1%为集中式居民区，主要分布于市镇中心和市区中西部。常住房屋占蒙特勒伊市镇范围内居民建筑总量的92.9%。
在住房保障政策方面，2017年，蒙特勒伊境内共有12,653户家庭获得了住房经济补助，受益人数占总人口数量的11.5%，其中12,410份为房租补助。

### 商业
2019年，蒙特勒伊境内共有各类实体商铺3,940家，其中餐厅540家、大型超市23家、杂货店116家、面包房74家、肉铺41家、书店31家、装饰品店12家、银行门店33家、美容美发店96家、汽车维修店127家。蒙特勒伊市政厅南侧建有“大角商业中心”（Centre Commercial Grand Angle），设有家乐福购物商场以及多家餐厅和电影院。

### 体育
2019年，蒙特勒伊境内共有2家游泳池、18间体育馆、2座综合体育场、20处网球场、11处足球或橄榄球场以及3处篮球或排球场。
蒙特勒伊田径俱乐部是当地的一支田径体育队，成立于1943年，2020至2021赛季参加法国田径俱乐部冠军联赛，并在此之前获得过18次该项目的总冠军。
截至2021年5月，蒙特勒伊境内共有8家注册足球俱乐部，其中包括一支五人制足球队。

### 环境
蒙特勒伊的环境事务由其所属的公共社区负责。2019年，蒙特勒伊境内共有2家污染企业。

### 治安
2019年，蒙特勒伊市镇范围内共有1处派出所。距离蒙特勒伊最近的国家宪兵队位于博比尼境内。
2014年，蒙特勒伊及附近地区共发生各类案件8,507起，其中盗窃类案件5,549起，经济类案件522起，毒品交易类案件558起。

## 文化
2019年，蒙特勒伊境内共有4家剧场、1家电影院、1家博物馆和1家音乐厅。蒙特勒伊市政府提供多媒体中心，向公众全年开放。

### 建筑
蒙特勒伊境内有少量历史建筑，其中圣皮埃尔-圣保罗教堂是法国国家文物保护单位，除此之外当地的大部分建筑物建于19世纪末及以后。

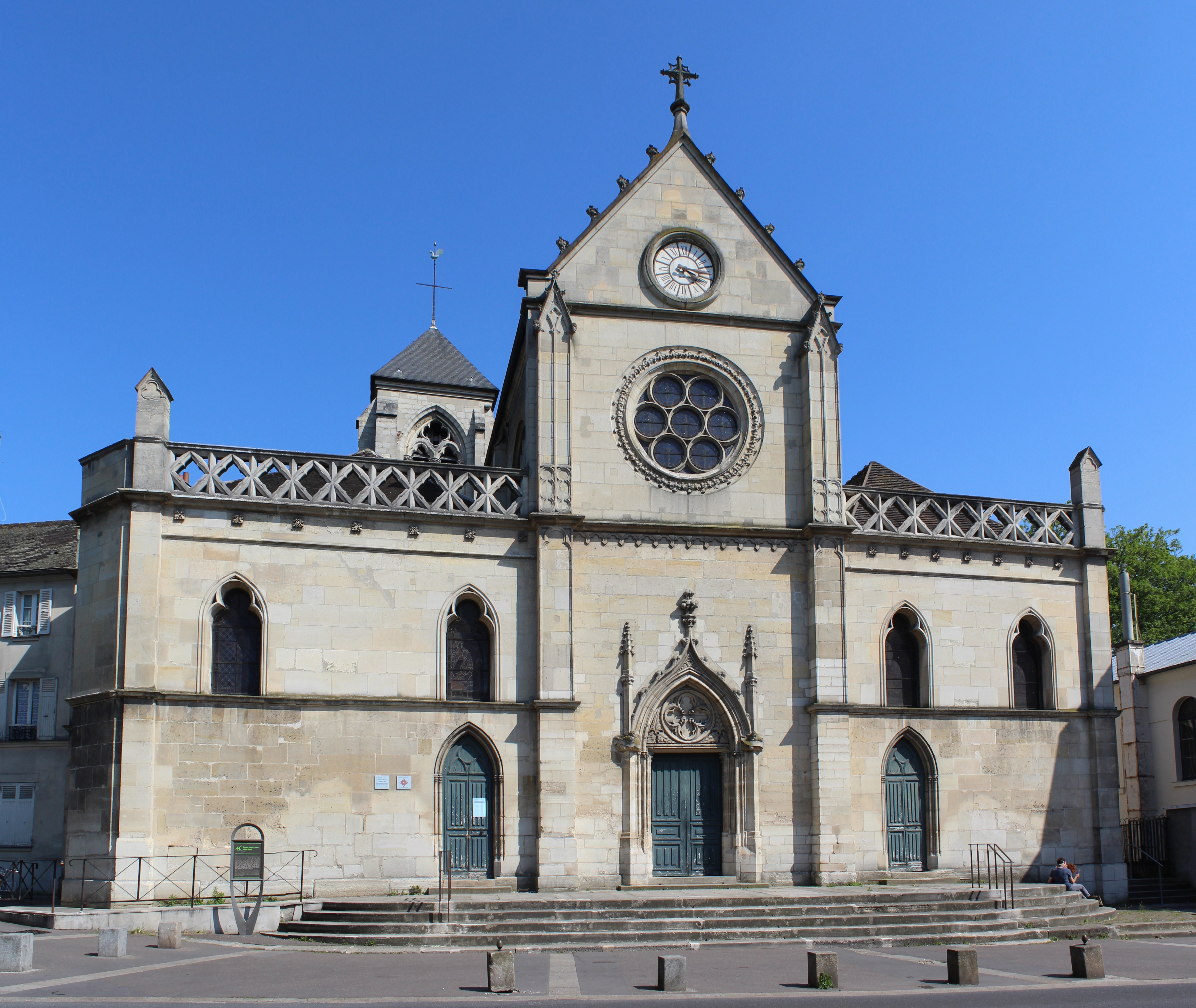
圣皮埃尔-圣保罗教堂（法语：Église Saint-Pierre-et-Saint-Paul de Montreuil）
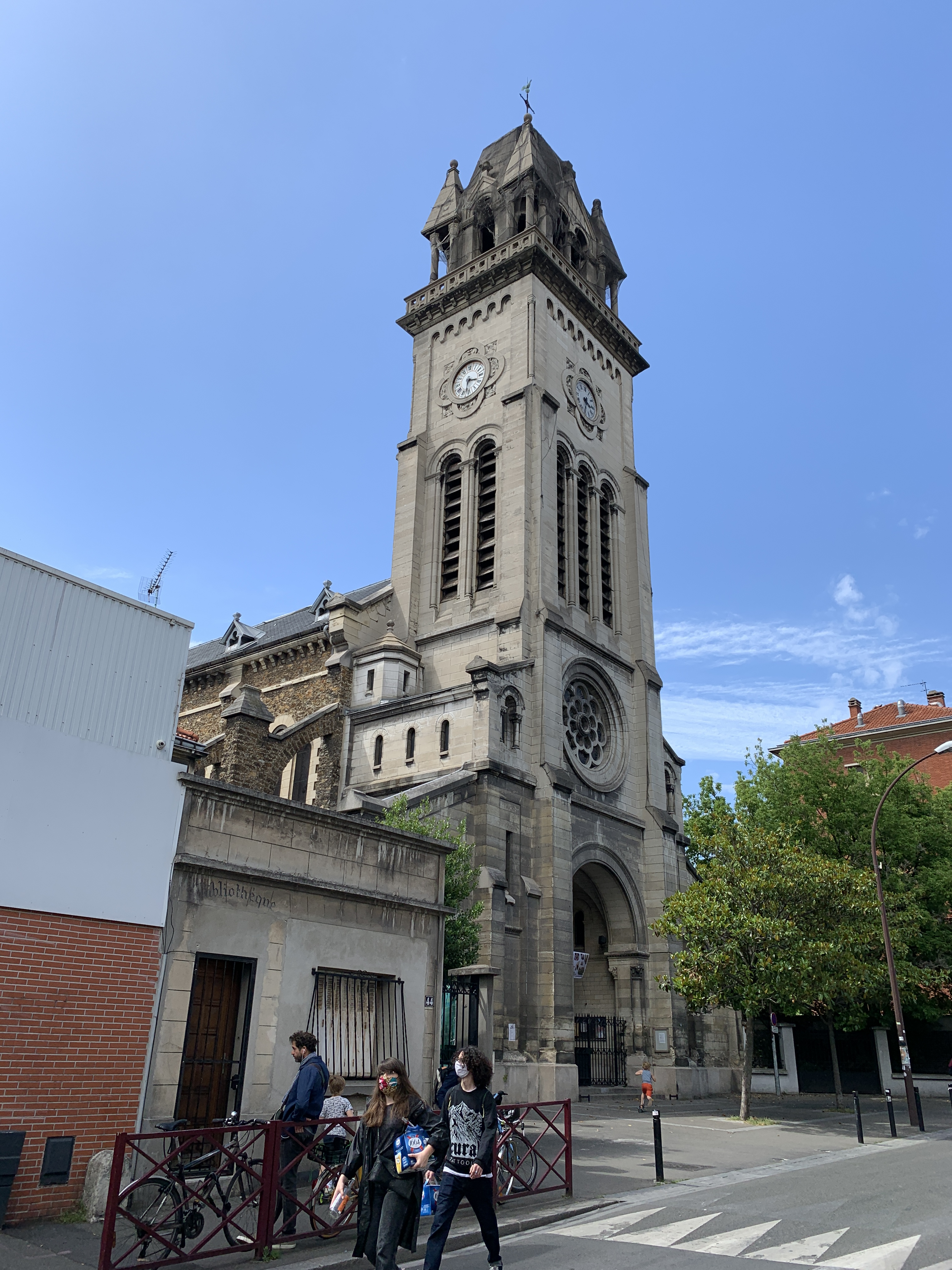
圣安德烈教堂
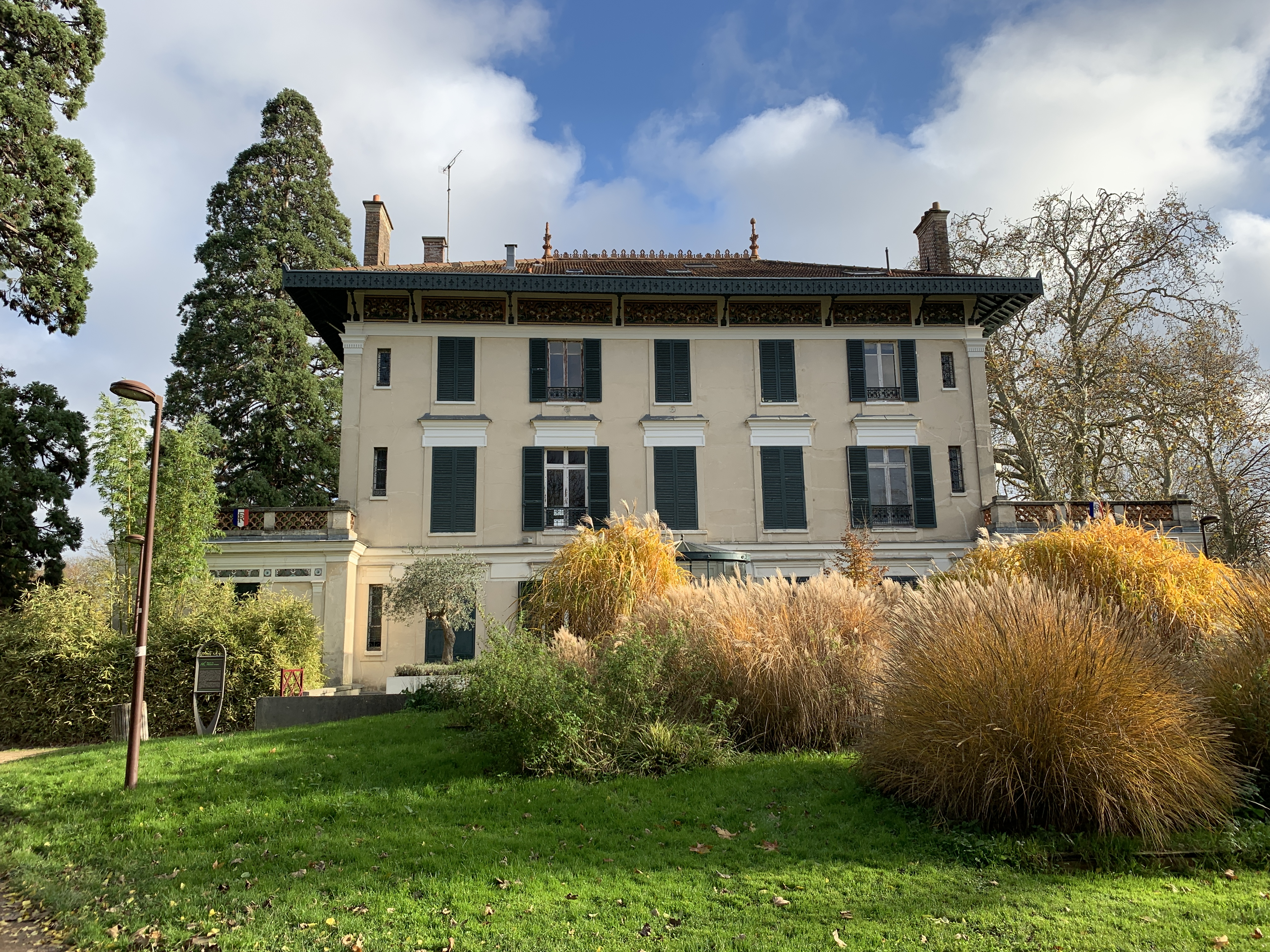
蒙特罗城堡
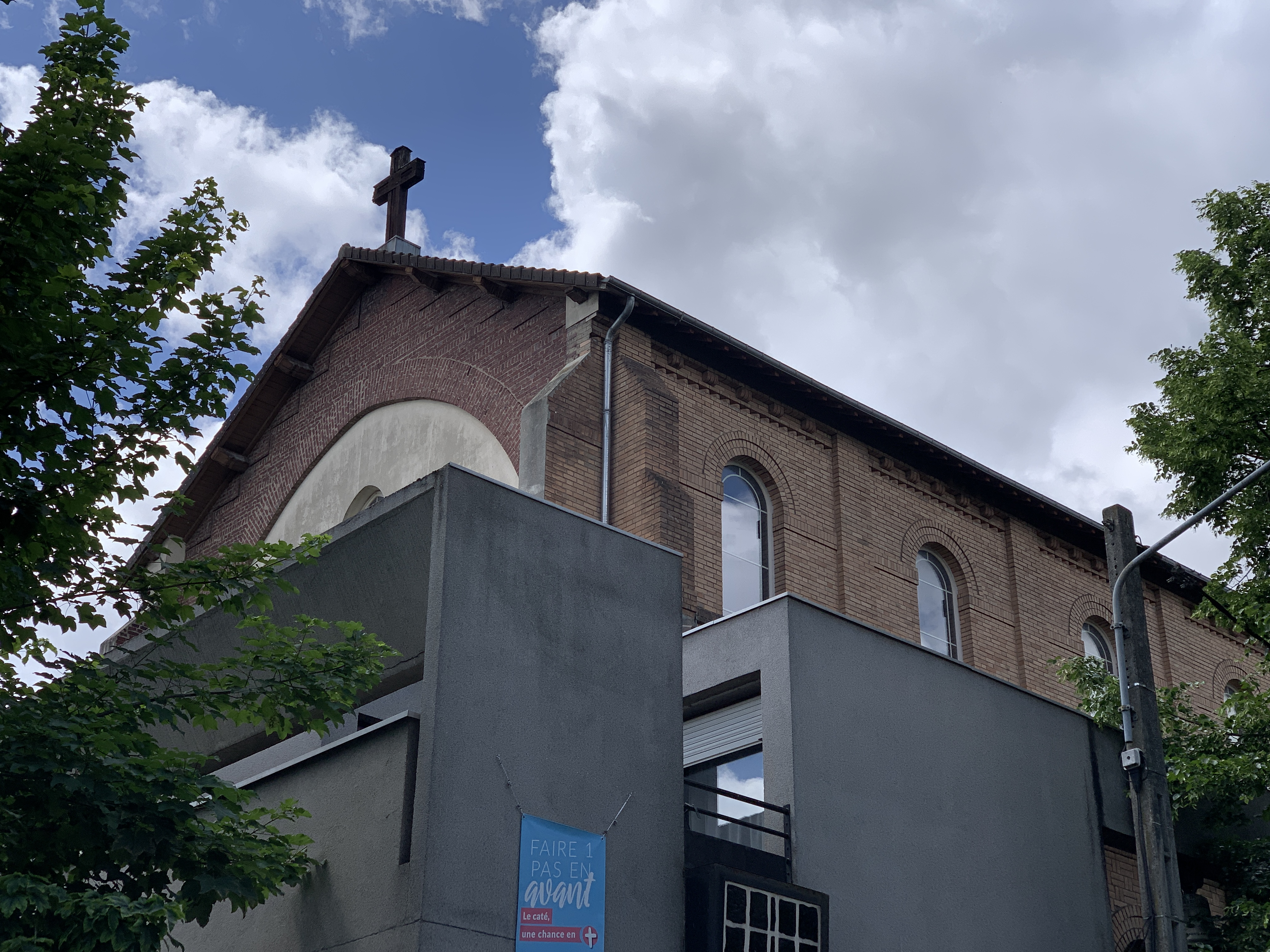
圣莫里斯教堂
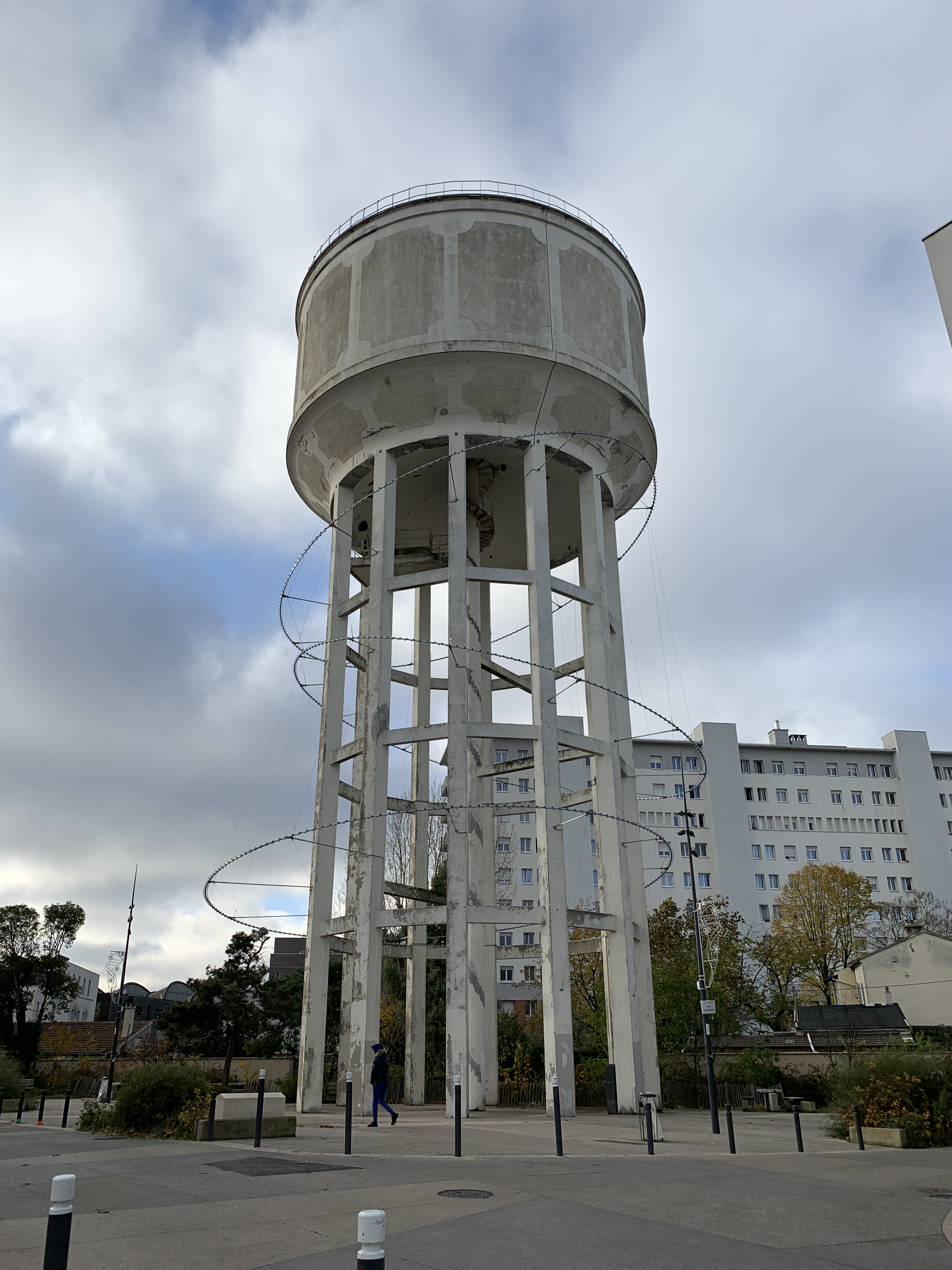
贝莱尔水塔
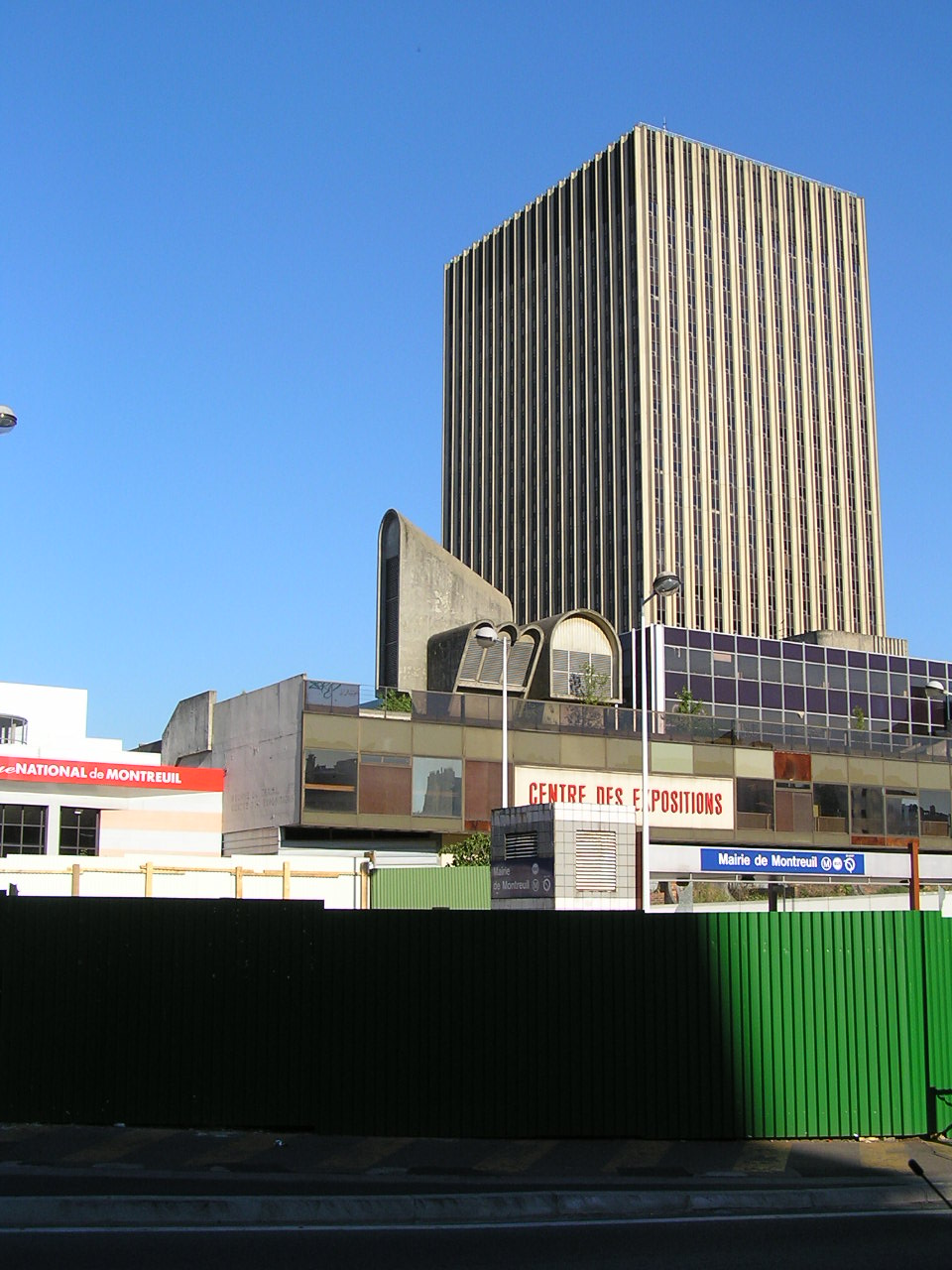
天际线大厦
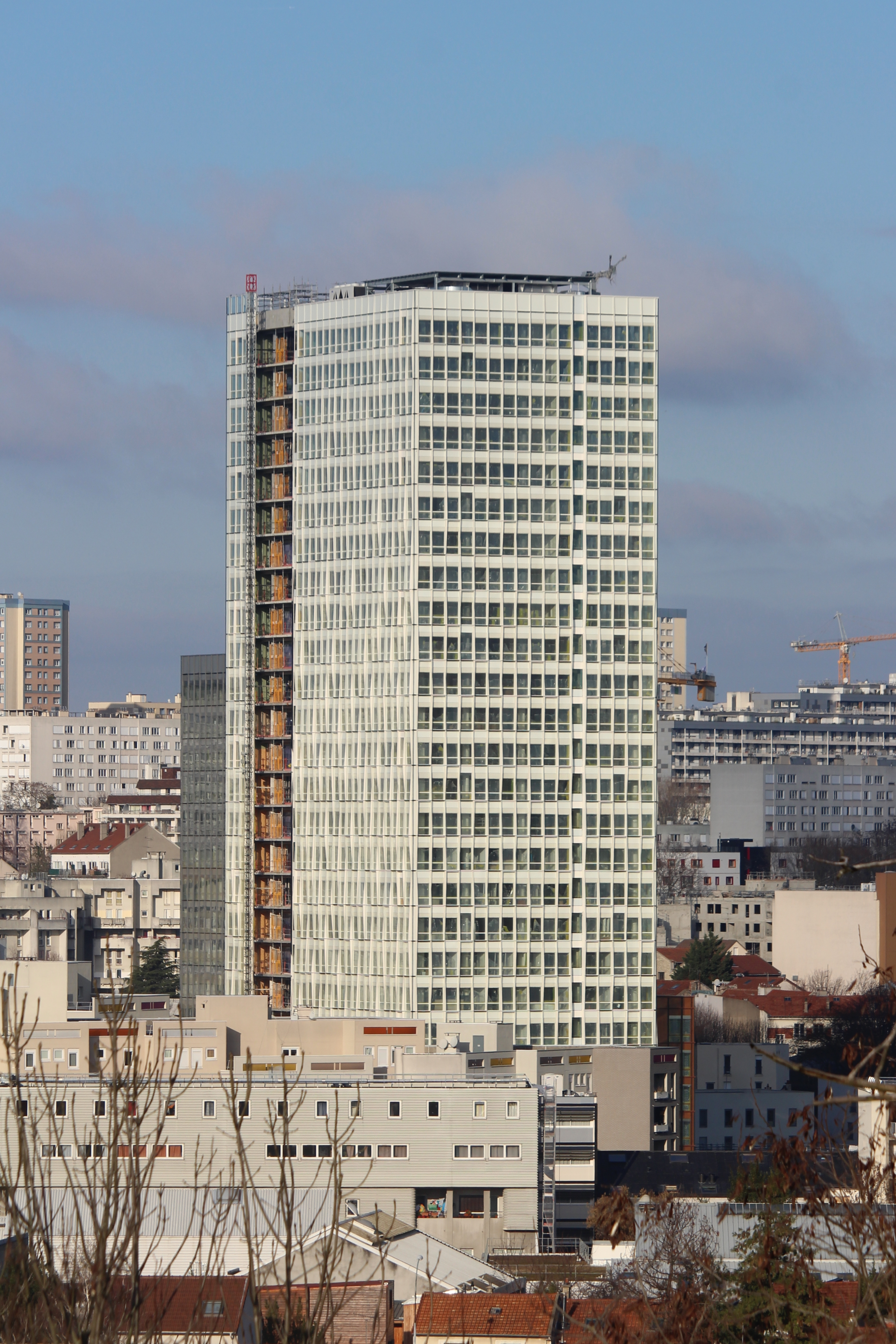
阿尔泰大厦
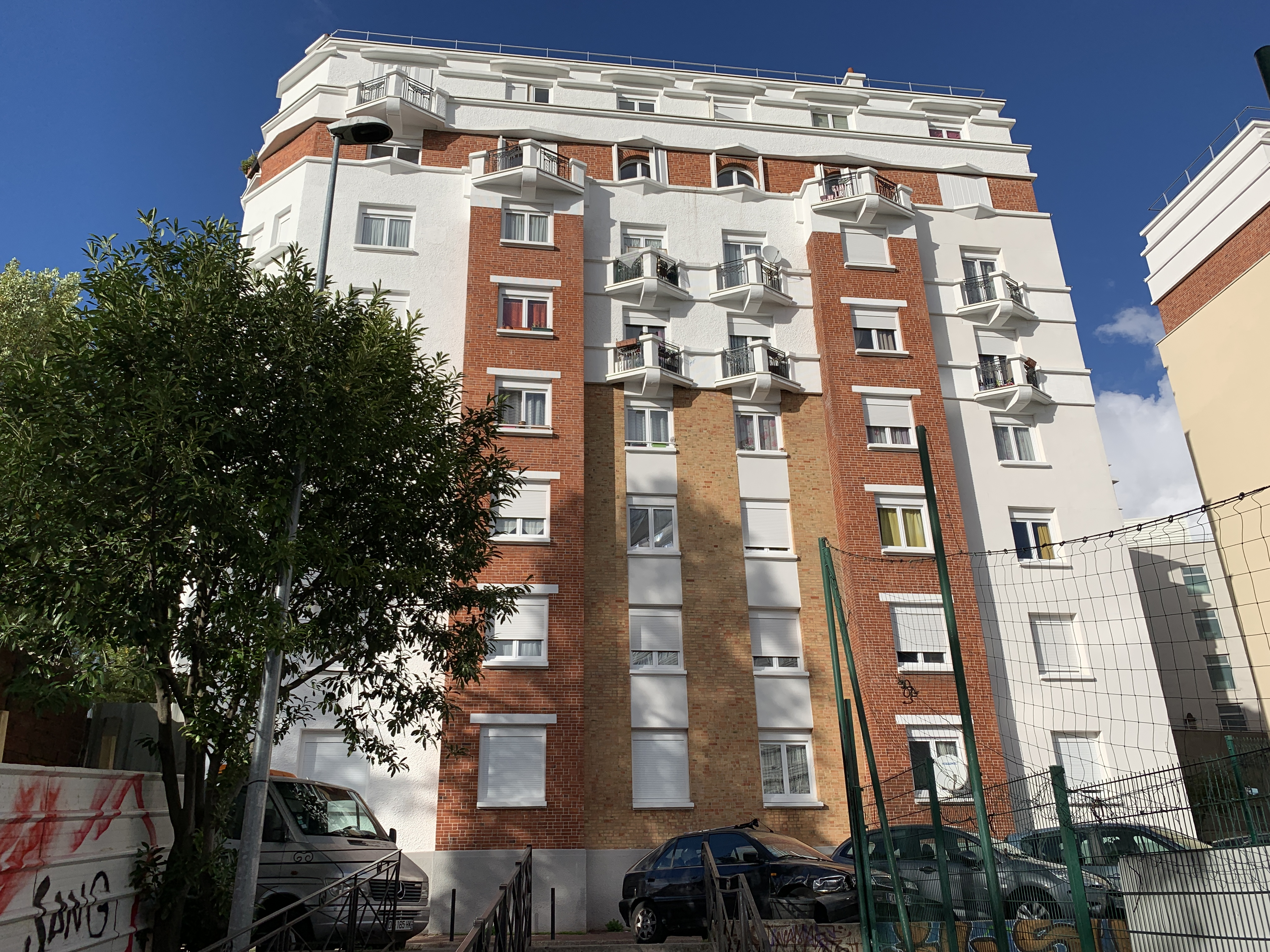
现代居民建筑

### 旅游
蒙特勒伊的旅游事务由其所属的公共社区负责。2020年，蒙特勒伊境内共有5家宾馆共计384间房间。

### 媒体
法国主要的媒体均可在蒙特勒伊接收，法国电视三台下属的法兰西岛大区频道在部分时段播出蒙特勒伊所属区域的地方新闻。

## 相关人物
法国发明家埃米尔·雷诺、历史学家皮埃尔·莫内、科幻小说家洛朗·热内福尔、极右翼评论员埃里克·澤穆爾、小提琴家史考特·蒂克西尔、足球运动员奥利维尔·达科特、查美爾·艾當和迈赫迪·阿贝伊德出生于蒙特勒伊。

## 对外交流
截至2021年4月，蒙特勒伊共与三座城市互为友好城市关系，并与八座城市签署了合作交流协议：

### 友好城市
| - 德国 科特布斯 | - 羅馬尼亞 比斯特里察 | - 耶利马内省 |

### 合作交流城市
| - 葡萄牙 帕尔梅拉 - 巴西 迪亚德马 | - 越南 海阳市 - 摩洛哥 阿加迪尔 | - 巴勒斯坦 贝特锡拉 - 中国 长春市 | - 以色列 莫迪因马加比勒特 - 土耳其 比尔米尔 |